# النموذج الفكري التكنولوجي
يجمع مفهوم النموذج الفكري التكنولوجي (بالإنجليزية: Technological paradigm)‏ بين مجموعة من الابتكارات الأساسية المتصلة فيما بينها والتي لديها انتشاراً واسعاً بالفعل، فعلى سبيل المثال، عندما تكون هذه  الابتكارات التكنولوجية المهمة والتي صممت وأنتجت في نظام اقتصادي مجمعة في قالب واحد، فإن هذه الابتكارات قد تحدث أثراً طويل الأمد في الأنظمة الاقتصادية الأخرى.